# (1685) Toro
(1685) Toro – planetoida z grupy Apollo należąca do obiektów NEO i zaliczana do PHA, okrążająca Słońce w ciągu 1 roku i 219 dni w średniej odległości 1,37 au. Została odkryta 17 lipca 1948 roku w Obserwatorium Licka na Mount Hamilton przez Carla Wirtanena. Nazwa planetoidy została nadana przez Samuela Herricka oraz jego współpracownika Kennetha C. Forda, którego obliczenia doprowadziły do odnalezienia planetoidy w latach 1956 i 1964. Nazwa nawiązuje do (1580) Betulia i odnosi się do panieńskiego nazwiska pani Herrick. Przed nadaniem nazwy planetoida nosiła oznaczenie tymczasowe (1685) 1948 OA.